# Kazuya Mishima
Kazuya Mishima (三島 一八, Mishima Kazuya) est un des personnages principaux de la série de jeux vidéo de combat Tekken,. Combattant japonais, il est pris dans la guerre de pouvoir pour la tête d'une multinationale, la Mishima Zaibatsu, contrôlée par son père, Heihachi Mishima.

## Biographie
Kazuya  Mishima est le fils de Heihachi et Kazumi Mishima. Sa mère perdit la vie dans un combat à mort contre Heihachi (voir story Tekken 7). Heihachi ne voyait pas en Kazuya son successeur et revoyant en lui le souvenir de son amour trahi, Heihachi jeta Kazuya au fond d'un gouffre gigantesque lors d'un entraînement. Kazuya, agonisant, vit apparaître un être démoniaque appelé Devil (qui devient par la suite le côté maléfique de Kazuya). Celui-ci lui proposa un pacte : son âme contre la possibilité de survivre et d'assouvir sa vengeance. Voyant la mort venir, Kazuya ne prit le temps de réfléchir et accepta le pacte.
Cet événement est  tourné en dérision dans la séquence de fin de Ling Xiaoyu dans Tekken 5 : consciente que ceci a engendré la relation mortelle entre les Mishima, elle tente de remonter le temps grâce à une machine pour l'empêcher. Il apparaît alors qu'Heihachi Mishima tentait seulement d'effrayer son fils afin de le durcir et qu'il soit digne de devenir son héritier. Cependant l'expérience échoue et seule la machine fait le voyage à travers le temps et apparaît au moment où Heihachi tient son fils au-dessus du ravin. La machine heurtera Heihachi en pleine tête, qui lâchera malencontreusement Kazuya. Ling, elle, est dépitée de ne pas avoir réussi à changer le destin des Mishima et un scientifique lui explique que le passé ne peut finalement pas être modifié. Cette scène est bien évidemment une pure invention comique créée pour ajouter de l'humour à la série et ne fait donc en aucun cas partie de la véritable trame scénaristique.
Kazuya fit la rencontre de Jun Kazama lors du King of Fist Tournament 2. Faisant partie d'une association de protection des animaux, elle lui reproche de faire du mal aux animaux et d'avoir des contacts avec la mafia de Hong-Kong alors qu'il est recherché par Lei Wulong.  Malgré ça, Jun tombe alors amoureuse de Kazuya et réciproquement. En effet, celle-ci a le pouvoir de réprimer le Devil gène, ce qui permet à Kazuya d'être apaisé et de gagner en empathie. C'est également ce qui lui coûte la victoire à la fin de ce tournoi. De leur relation naîtra plus tard un fils : Jin Kazama (prénom choisi par Kazuya en hommage à son grand-père Jinpachi Mishima).

### The King of Iron Fist Tournament
Arrogant et solitaire, Kazuya fut livré à lui-même dès son enfance. Parvenu à l'âge adulte, il devint un éminent responsable des sponsors du tournoi, la Mishima Zaibatsu. Heihachi, sachant que son fils reviendrait tôt ou tard pour accomplir sa vengeance, organisa le 1er tournoi.
À la fin du tournoi, Heihachi fut battu par son fils Kazuya ayant été aidé par sa force démoniaque. Celui-ci a jeté Heihachi du haut d'une falaise pour se venger de la tentative d'homicide que lui infligea son père lorsqu'il était jeune. Kazuya devient par ailleurs le successeur légitime au trône de la présidence de Mishima Zaibatsu.

### The King of Iron Fist Tournament 2
Deux années se sont écoulées depuis que le dernier King Of Iron Fist Tournament s'est terminé par un violent coup d'éclat et que Kazuya Mishima a pris le contrôle du vaste et avide empire financier qu'est le conglomérat Mishima. Pendant cette période, la direction de Kazuya fut encore plus brutale et oppressive que celle de son père, Heihachi. Le leader de la MFE, épaulé par son frère adoptif Lee Chaolan commettent ensemble plusieurs crimes, trafic de drogue et d'espèces animales protégées, assassinat du père d'Eddy Gordo, assassinat de Bruce Irvin, garde du corps personnel de Kazuya, et l'enlèvement  de la mère de Michelle Chang pour obtenir son fameux pendentif. Par la suite, il vendit les sœurs Anna et Nina Williams au Docteur Boskonovitch pour l'essai de sa Cold Sleep Machine. Alors que les bénéfices explosaient et que les rangs de ses ennemis diminuaient, Kazuya se retira dans la solitude, bien protégé dans les hauteurs de la ville, n'écoutant plus que les conseils d'un mystérieux étranger. Enfin, alors qu'on commençait à murmurer que Heihachi était remonté tel un fantôme des profondeurs de l'abîme, Kazuya mit à exécution un plan destiné à se débarrasser de ses ennemis une fois pour toutes. Dans ce tournoi participe Jun Kazama, une jeune femme qui fait partie d'une association de protection des animaux, et elle en veut à Kazuya de leur faire du mal et d'avoir des contacts avec la mafia de Hong-Kong d'où le fait qu'il soit recherché par un certain Lei Wulong, détective de renom. Malgré cela, Jun et Kazuya tombent amoureux l'un de l'autre.
À la fin de ce deuxième tournoi, Kazuya, affaibli par la capacité à faire réprimer Devil en lui, fut battu par Heihachi, qui pour se venger de sa chute 2 ans auparavant a tué son propre fils Kazuya en le jetant dans un volcan en éruption.

### The King of Iron Fist Tournament 3
Kazuya est présumé mort pendant le 3e tournoi, et il est donc absent dans cet opus. Néanmoins, une partie de son gène diabolique s'est incarnée en son fils, Jin Kazama, né d'une union avec Jun Kazama, qui remporte le tournoi après avoir tué Ogre (ou Toshin) qui est par ailleurs l'assassin de sa mère. Heihachi finit par trahir Jin en essayant de le tuer en lui tirant une balle en pleine tête. L'héritage Devil se manifeste alors en Jin, qui survit et qui essaye de tuer Heihachi en lui faisant traverser le mur et en l'écrasant dans sa chute (radical), puis il s'envole à l'aide de ses ailes noires dans une nuit de pleine Lune.

### The King of Iron Fist Tournament 4
20 ans plus tard, on découvre que Kazuya n'était pas encore mort, il s'est métamorphosé, évitant ainsi de justesse une mort autrement inéluctable. Intéressée par cette capacité de résistance à la mort, une société de biotechnologies, la G Corporation, l'a aidé à se remettre sur pied quelques jours après la fin du troisième tournoi. Kazuya a autorisé les chercheurs à étudier son cas car il cherchait lui-même à comprendre le fonctionnement du gène « Devil » de la famille Mishima. Il espérait pouvoir utiliser les résultats de ces études et son poste à la direction de la G Corporation pour renverser Heihachi et l'empire financier Mishima. Les caractéristiques de ce "Neo-Kazuya" est un corps meurtri par des cicatrices et surtout la pupille de son œil gauche, devenue rouge écarlate. Puis, la Tekken Force de Heihachi est passée à l'attaque et a dévasté l'un des laboratoires de recherche de la G Corporation, faisant ressurgir la colère de Kazuya. Heihachi fut grandement surpris en voyant Kazuya toujours vivant, celui-ci n'a mis que très peu de temps à décimer la Tekken Force, et comme il le dit lui-même : « Ils croyaient tous que j'étais fini, mais je détiens toutes les cartes maintenant » puis il finit par s'adresser à Heihachi en disant : « Je vais tout récupérer », la réaction de Heihachi ne se fait pas attendre et répond : « Pauvre fou ». L'heure est venue pour Kazuya d'affronter à nouveau son père. L'un des deux doit mourir.
Il n'était pas dupe quant à l'annonce soudaine du King of Iron Fist Tournament 4, il savait que ce n'était qu'un prétexte pour l'attirer. Sachant cela, Kazuya s'inscrivit tout de même au tournoi ; c'était sa chance de battre Heihachi. Au 7e round du tournoi, Kazuya fut déclaré vainqueur par forfait alors qu'il devait rencontrer Jin Kazama, son fils. Kazuya savait qu'Heihachi était pour quelque chose dans l'enlèvement de Jin. Celui-ci fut pris en embuscade par la Tekken Force et amené à Hon-Maru.
Le temps de la finale arriva, elle allait opposer Heihachi Mishima à Kazuya Mishima. Avant le combat Kazuya demanda à son père ce qu'il avait fait de Jin, il répondit qu'il l'emmènerait le voir après le combat. Après un combat d'une rare violence, c'est Kazuya qui prit le dessus sur Heihachi. Ensuite, Heihachi tint sa promesse et l'emmena à Hon-Maru. Après plusieurs heures de marche ils arrivèrent enfin et pénétrèrent dans Hon-Maru.
À peine arrivé, Kazuya vit son fils pour la première fois, il était suspendu par des chaînes au fond du temple. Il expliqua alors à Heihachi ses vraies intentions et le remercia même de lui avoir épargné la peine de le chercher, mais ce n'était pas Kazuya qui parlait, c'était Devil. C'était maintenant le Devil qui contrôlait Kazuya, il annonça à Heihachi qu'il avait perdu une partie de lui-même 20 ans auparavant, et que le temps de sa résurrection était venu. Puis, pour le remercier une nouvelle fois, Kazuya fit une petite démonstration de son pouvoir en l'envoyant de l'autre côté du temple avec une onde de choc provenant de ses yeux devenus intégralement rouges. Kazuya décida de passer aux choses sérieuses et tenta d'absorber le pouvoir de Jin, mais le sang de Kazama l'en empêcha, et là une scène surprenante se produit, Kazuya, profitant de l'effet du sang Kazama subit par Devil tenta de reprendre le dessus sur Devil et après un combat avec lui-même, parvint à prendre le dessus. Il continua son ascension et annonça : « Je ne connaissais pas cette méthode pour unir nos pouvoirs ». Kazuya affronta Jin qui venait de reprendre ses esprits et le combat va tourner à son avantage.
Seulement, Jin arriva à battre Kazuya, déjà bien épuisé par son combat contre Heihachi. 
Kazuya tomba inconscient pendant que Jin étala ensuite Heihachi, et qui, à sa deuxième opportunité de le tuer, renonça à nouveau après avoir eu une vision de sa mère, Jun Kazama. 
Jin s'envola hors de Honmaru à l'aide de ses deux ailes d'ange noir, tandis que Kazuya émerge...

### The King of Iron Fist Tournament 5
Quelques instants seulement après le départ de Jin, Kazuya et Heihachi furent attaqués par une armée de JACK. Dans un premier temps, Kazuya et Heihachi combattirent ensemble, mais dès que Kazuya en eut l'opportunité, il envoya Heihachi au beau milieu d'une ruée de JACKs avant de quitter Hon-Maru. Il devra s'envoler sous la forme du Devil pour échapper à l'explosion de Hon-Maru. Conscient qu'on avait voulu l'éliminer, Kazuya s'inscrivit au King of Iron Fist Tournament 5 afin de se venger. 
Pendant le tournoi, Kazuya affronta Raven qui dut l'informer de la traîtrise de la G Corporation : l'attaque des JACKs était leur méfait, mais Kazuya le savait très bien. Par contre, une autre information importante lui parvint : quelque chose était sorti des ruines d'Hon-Maru, après l'explosion... Kazuya découvrit alors que la chose qui était sortie des profondeurs de Hon-maru après l'explosion n'était autre que son grand-père paternel, Jinpachi Mishima (enfermé sous le temple par Heihachi Mishima) et qu'il était responsable de l'organisation de ce 5e tournoi. En voulant prendre la tête de la Mishima Zaibatsu, Kazuya tenta d'éliminer Jinpachi, mais son fils Jin Kazama avait été plus rapide que lui et il prit le contrôle de la Mishima Zaibatsu.

### The King of Iron Fist Tournament 6
Toujours autant motivé par la reconquête de la présidence de Mishima Zaibatsu, Kazuya retrouva dans un premier temps l'unité de la G Corporation qui l'avait trahi et les tua tous sans aucun scrupule. Kazuya s'éleva dans l'ombre, petit à petit, dans la hiérarchie de la société de la G Corporation et ne tarda pas à en devenir le leader pour pouvoir faire face à la nouvelle mais tyrannique Mishima Zaibatsu qui ne cesse de répandre chaos et destruction à travers le monde. Il en profite donc pour mettre à prix la tête de son fils, Jin Kazama en promettant une très grosse somme d'argent à quiconque arriverait à le capturer. À la suite de cette déclaration, le King Of Iron First Tournament 6 fut annoncé par Mishima Zaibatsu. Pour Kazuya, c'était là l'occasion qu'il attendait pour enfin tout récupérer...
Entretemps, une entité maléfique du nom d'Azazel ressuscite en Égypte. Cette créature, revenue à la vie grâce aux influences des Gênes Diaboliques de Kazuya et Jin représente une immense menace pour le monde. Kazuya mène donc une expédition dans le temple d'Azazel, où il rencontrera Lars Alexandersson qui lui, poursuit Jin Kazama sur les lieux. Les deux hommes combattent, et s'échangent plusieurs violents coups jusqu'à ce que Kazuya comprenne que Lars est lui aussi du sang Mishima : Il est son frère, et donc le deuxième fils (illégitime) d'Heihachi Mishima. Après ceci, Kazuya quitte les lieux et avant cela, il prévient que lui et Lars sont amenés à se battre à nouveau, car le combat et la trahison sont légion parce que c'est le destin maudit des Mishima. Kazuya quitte le temple, accompagné par Anna Williams.

### The King of Iron Fist Tournament 7
Dans un combat flash-back avec son père, alors qu'il n'était qu'un enfant, il a compris de lui-même que c'est Heihachi qui a tué sa mère. Par ailleurs, il n'a jamais obtenu réponse à sa question sur ce sujet.
Toujours à la tête de la G Corporation, il apprend, aux informations, que c'est son père Heihachi qui a repris les rênes de la Mishima Zaibatsu, abandonnée par Jin après son combat contre Azazel. Pour le piéger et montrer au monde entier son côté démoniaque, Heihachi se fait passer pour mort. Akuma, envoyé par Kazumi Hachijo, la défunte épouse d'Heihachi, l'affronte sur le toit de la G Corporation et l'oblige à dévoiler sa véritable nature. Voyant son côté démoniaque passer aux informations, il se venge en détruisant le satellite de la Mishima Zaibatsu, déclenchant un chaos. 
Dans la dernière histoire du jeu, la vérité sur la mort de Kazumi est révélée : Heihachi a été obligé de la tuer, car cette dernière l'a épousé uniquement pour pouvoir l'éliminer (il a également découvert qu'elle faisait partie du clan Hachijo, réputé pour leurs gênes démoniaques). Déçu et trahi par celle qu'il aimait, il n'a pas eu d'autres choix que de mettre fin aux jours de son épouse en lui brisant le cou. Le combat final entre Heihachi et lui se déroule sur un volcan. Faisant appel à leurs puissances respectives, les deux hommes se rendent coup pour coup, puis en un seul coup de poing combiné à la puissance du démon et sa rage, malgré sa transformation en démon, il réussit à assassiner son père. Après sa victoire, il jette le corps sans vie de ce dernier dans la lave.

## Séquences de fin

### DansTekken
Kazuya, ayant remporté la victoire sur son père, Heihachi Mishima, assouvit sa vengeance en jetant son père du haut d'une falaise, de la même façon que son père l'avait fait il y a quelques années.
Cette séquence est la vraie fin de Tekken.

### DansTekken 2
Kazuya finit par battre Devil, mais ce dernier se relève au dernier moment pour essayer de le frapper dans le dos à l'aide d'un coup de laser. Mais Heihachi s'interpose et encaisse le coup à la place de son fils. Kazuya, d'abord choqué, utilisa ensuite son père comme bouclier aux attaques de Devil, puis finit par donner un uppercut magistral à Devil qui s'écroule, cette fois pour de bon.
Cette séquence est bien sûr erronée par ses nombreuses incohérences : Devil et Kazuya ne font qu'un, et Heihachi n'aurait jamais cherché à sauver son fils d'une mort certaine avec toute l'amertume qu'il lui voue.

### DansTekken 4
Kazuya est en finale contre Heihachi, ce dernier lui promet qu'après le combat, il l'emmènera auprès de Jin.
Kazuya gagne contre Heihachi, et lui demande de l'emmener vers son fils, comme convenu.
Arrivé à Hon Maru, un temple forestier à quelques lieues de Mishima Zaibatsu, Devil reprend un contrôle temporaire sur Kazuya ; il s'affiche avec l'intégralité des globes oculaires rouges.
Il déclare avoir perdu une partie de lui il y a 20 ans lorsqu'Heihachi a essayé de le tuer, et qu'il est temps pour lui de retrouver son être et que le temps de sa résurrection était venue.
Il expédie alors Heihachi de l'autre côté de la grande salle à l'aide d'une simple onde de choc à partir de ses yeux. Devil essaye alors d'éveiller le démon en Jin Kazama mais cela ne fonctionne pas à cause de son sang de Kazama, bienfaiteur. Kazuya profite de la confusion de Devil pour reprendre le dessus et s'imposer en tant que seul hôte de son corps, et apprend par la même occasion une manière d'unifier les pouvoirs des deux parties du Gène Diabolique et de le contrôler. Il réveille alors Jin, duquel un combat s'engage, que Kazuya gagne. Il récupère les pouvoirs de Jin, se transforme en Devil tout en gardant les idées claires et déclare "Finalement, tout m'appartient !!" avant d'éclater de rire.
Le dernier écran déclare "Ce jour-là, l'enceinte de Mishima Zaibatsu disparut mystérieusement sans laisser de trace..."
Cette séquence n'est pas la vraie fin de Tekken 4.

### DansTekken 5etTekken 5: Dark Resurrection
Kazuya, après avoir vaincu son grand-père Jinpachi Mishima, prend ce dernier dans ses bras en essayant de le réveiller. Kazuya se remémore tous les bons moments d'entraînements passés avec son grand-père, avant de l'achever sans pitié, tout en riant assez sournoisement.
Cette séquence n'est pas la vraie fin de Tekken 5.

### DansTekken 6
Plusieurs unités militaires armées se rendent juste en face la porte du temple d'Azazel, apparemment déterminés à faire feu sur quoi 
que ce soit qui en sortira. Kazuya en sort, regarde de haut tous les soldats, et brandit tel un trophée Devil Jin inconscient (ou mort). Les unités militaires baissent alors les armes et se mettent au garde-à-vous. Kazuya sourit alors et se met à rire hystériquement.
Selon le mode Histoire du jeu, cette fin n'est pas la fin officielle : Kazuya laisse Jin, Lars, Alisa et Raven se charger du démon Azazel, avant d'attendre les survivants à la sortie.

### Films
Kazuya apparaît aussi dans des films et des films d'animations. On peut le voir dans :
- Tekken: The Motion Picture, un film d'animation qui retrace l'histoire de Kazuya et regroupe la quasi-totalité des personnages de Tekken et de Tekken 2
- Tekken (2010), un film dans lequel Heihachi Mishima organise un tournoi d'arts martiaux, mais Kazuya prend la tête des opérations.
- Tekken: Blood Vengeance, un film d'animation produit en 2011.

## Devil et Angel
Kazuya est possédé par un démon depuis son enfance, à la suite de la tentative de meurtre qu'il a subie. Ceci a engendré une mutation qui a créé le Gène diabolique, permettant à son hôte de se transformer en démon. Kazuya apprendra à utiliser ce pouvoir, et c'est cela qui lui a donné son œil gauche rouge, visible à partir de Tekken 4.
Kazuya devient alors Devil : sa peau devient mauve, ses yeux rouges, et deux cornes, un troisième œil démoniaque au milieu du front, ainsi que deux ailes de chauve-souris mauves apparaissent sur son corps. Ses attaques sont les mêmes que ceux inspirés du karaté de style Mishima, ajouté à la création de rayons par l'œil démoniaque. D'autre part, le personnage d'Angel symbolise le bon côté de Kazuya.
Les deux personnages sont contrôlables dans Tekken 2, Tekken Tag Tournament et Tekken Tag Tournament 2, et Devil réapparaît dans les cinématiques de Tekken 4 et 5.

## Affiliations avec les personnages de Tekken
- Petit-fils de Jinpachi Mishima
- Fils de Heihachi Mishima et Kazumi Mishima
- Demi-frère de Reina
- Frère adoptif de Lee Chaolan
- Demi-frère de Lars Alexandersson
- Père de Jin Kazama
- Cible de Lei Wulong et Nina Williams durant Tekken 2
- Son âme est séparée entre Devil et Angel
- Bruce Irvin, Ganryu et Anna Williams furent ses gardes du corps pendant Tekken 2. Bruce et Anna reviennent à son service dans la G Corporation avant Tekken 6
- Assassin du père d'Eddy Gordo
- Assassin de la mère de Leo
- Ordonnateur de la création de Jack-6

### Arbre généalogique
|  |  |     |     |     |     |                    |                    | Jinpachi Mishima   | Jinpachi Mishima   | Jinpachi Mishima   | Jinpachi Mishima   | Jinpachi Mishima | Jinpachi Mishima |                  |                  |                  |                  |                  |                  | ???   | ???   | ???            | ???            | ???            | ???            |                |                |                |                |                |                |                |                |            |            |            |            |            |            |            |            |            |            |  |  |               |               |               |               |               |               |              |              |               |               |               |               |               |               |
|  |  |     |     |     |     |                    |                    | Jinpachi Mishima   | Jinpachi Mishima   | Jinpachi Mishima   | Jinpachi Mishima   | Jinpachi Mishima | Jinpachi Mishima |                  |                  |                  |                  |                  |                  | ???   | ???   | ???            | ???            | ???            | ???            |                |                |                |                |                |                |                |                |            |            |            |            |            |            |            |            |            |            |  |  |               |               |               |               |               |               |              |              |               |               |               |               |               |               |
|  |  |     |     |     |     |                    |                    |                    |                    |                    |                    |                  |                  |                  |                  |                  |                  |                  |                  |       |       |                |                |                |                |                |                |                |                |                |                |                |                |            |            |            |            |            |            |            |            |            |            |  |  |               |               |               |               |               |               |              |              |               |               |               |               |               |               |
|  |  | ??? | ??? | ??? | ??? | ???                | ???                |                    |                    |                    |                    |                  |                  | Heihachi Mishima | Heihachi Mishima | Heihachi Mishima | Heihachi Mishima | Heihachi Mishima | Heihachi Mishima |       |       |                |                |                |                |                |                | Kazumi Mishima | Kazumi Mishima | Kazumi Mishima | Kazumi Mishima | Kazumi Mishima | Kazumi Mishima |            |            |            |            |            |            |            |            |            |            |  |  |               |               |               |               |               |               |              |              |               |               |               |               |               |               |
|  |  | ??? | ??? | ??? | ??? | ???                | ???                |                    |                    |                    |                    |                  |                  | Heihachi Mishima | Heihachi Mishima | Heihachi Mishima | Heihachi Mishima | Heihachi Mishima | Heihachi Mishima |       |       |                |                |                |                |                |                | Kazumi Mishima | Kazumi Mishima | Kazumi Mishima | Kazumi Mishima | Kazumi Mishima | Kazumi Mishima |            |            |            |            |            |            |            |            |            |            |  |  |               |               |               |               |               |               |              |              |               |               |               |               |               |               |
|  |  |     |     |     |     |                    |                    |                    |                    |                    |                    |                  |                  |                  |                  |                  |                  |                  |                  |       |       |                |                |                |                |                |                |                |                |                |                |                |                |            |            |            |            |            |            |            |            |            |            |  |  |               |               |               |               |               |               |              |              |               |               |               |               |               |               |
|  |  |     |     |     |     |                    |                    |                    |                    |                    |                    |                  |                  |                  |                  |                  |                  |                  |                  |       |       |                |                |                |                |                |                |                |                |                |                |                |                |            |            |            |            |            |            |            |            |            |            |  |  |               |               |               |               |               |               |              |              |               |               |               |               |               |               |
|  |  |     |     |     |     | Lars Alexandersson | Lars Alexandersson | Lars Alexandersson | Lars Alexandersson | Lars Alexandersson | Lars Alexandersson |                  |                  | Lee Chaolan      | Lee Chaolan      | Lee Chaolan      | Lee Chaolan      | Lee Chaolan      | Lee Chaolan      |       |       | Kazuya Mishima | Kazuya Mishima | Kazuya Mishima | Kazuya Mishima | Kazuya Mishima | Kazuya Mishima |                |                |                |                |                |                |            |            |            |            | Jun Kazama | Jun Kazama | Jun Kazama | Jun Kazama | Jun Kazama | Jun Kazama |  |  | Père de Asuka | Père de Asuka | Père de Asuka | Père de Asuka | Père de Asuka | Père de Asuka |              |              | Mère de Asuka | Mère de Asuka | Mère de Asuka | Mère de Asuka | Mère de Asuka | Mère de Asuka |
|  |  |     |     |     |     | Lars Alexandersson | Lars Alexandersson | Lars Alexandersson | Lars Alexandersson | Lars Alexandersson | Lars Alexandersson |                  |                  | Lee Chaolan      | Lee Chaolan      | Lee Chaolan      | Lee Chaolan      | Lee Chaolan      | Lee Chaolan      |       |       | Kazuya Mishima | Kazuya Mishima | Kazuya Mishima | Kazuya Mishima | Kazuya Mishima | Kazuya Mishima |                |                |                |                |                |                |            |            |            |            | Jun Kazama | Jun Kazama | Jun Kazama | Jun Kazama | Jun Kazama | Jun Kazama |  |  | Père de Asuka | Père de Asuka | Père de Asuka | Père de Asuka | Père de Asuka | Père de Asuka |              |              | Mère de Asuka | Mère de Asuka | Mère de Asuka | Mère de Asuka | Mère de Asuka | Mère de Asuka |
|  |  |     |     |     |     |                    |                    |                    |                    |                    |                    |                  |                  |                  |                  |                  |                  |                  |                  |       |       |                |                |                |                |                |                |                |                |                |                |                |                |            |            |            |            |            |            |            |            |            |            |  |  |               |               |               |               |               |               |              |              |               |               |               |               |               |               |
|  |  |     |     |     |     |                    |                    |                    |                    |                    |                    |                  |                  |                  |                  |                  |                  | Devil            | Devil            | Devil | Devil | Devil          | Devil          |                |                | Angel          | Angel          | Angel          | Angel          | Angel          | Angel          |                |                |            |            |            |            |            |            |            |            |            |            |  |  |               |               |               |               |               |               |              |              |               |               |               |               |               |               |
|  |  |     |     |     |     |                    |                    |                    |                    |                    |                    |                  |                  |                  |                  |                  |                  | Devil            | Devil            | Devil | Devil | Devil          | Devil          |                |                | Angel          | Angel          | Angel          | Angel          | Angel          | Angel          |                |                |            |            |            |            |            |            |            |            |            |            |  |  |               |               |               |               |               |               |              |              |               |               |               |               |               |               |
|  |  |     |     |     |     |                    |                    |                    |                    |                    |                    |                  |                  |                  |                  |                  |                  |                  |                  |       |       |                |                |                |                |                |                |                |                |                |                |                |                |            |            |            |            |            |            |            |            |            |            |  |  |               |               |               |               |               |               |              |              |               |               |               |               |               |               |
|  |  |     |     |     |     |                    |                    |                    |                    |                    |                    |                  |                  |                  |                  |                  |                  |                  |                  |       |       |                |                |                |                |                |                |                |                |                |                | Jin Kazama     | Jin Kazama     | Jin Kazama | Jin Kazama | Jin Kazama | Jin Kazama |            |            |            |            |            |            |  |  |               |               |               |               | Asuka Kazama  | Asuka Kazama  | Asuka Kazama | Asuka Kazama | Asuka Kazama  | Asuka Kazama  |               |               |               |               |